# Franciaország krakkói főkonzulátusa
Franciaország krakkói főkonzulátusa (franciául: Consulat général de France à Cracovie, lengyelül: Konsulat Generalny Francji w Krakowie) Franciaország főkonzulátusainak egyike, 2020-ban Krakkó történelmi központjában, az ul. Stolarska 15-ben volt az intézmény.

## Francia érdekeltség Krakkóban
Franciaország számára Krakkó kiemelkedő jelentőségű város volt a 19. században: az 1795 óta a Habsburg Birodalomhoz tartozó lengyel várost és környékét 1809-ben I. Napóleon francia császár csatolta a szintén általa létrehozott Varsói Hercegséghez. A korabeli francia elképzelés szerint a lengyel területek egyfajta ütközőzónát képeztek volna Franciaország és az Orosz Birodalom között. A nagyhatalmak politikájának később áldozatául esett hercegségből egyedül a Krakkói Köztársaság maradt többé-kevésbé önálló állam 1815-től. Napóleon oroszországi veresége a francia elképzeléseket is ellehetetlenítették, ugyanakkor a francia befolyás a krakkói szabad városban többféleképpen is tetten érhető volt: alkotmánya francia nyelven íródott, bíróságain a francia jog hatása érződött.
Bár a Krakkói Köztársaság csak 1846-ig állt fenn, Krakkó máig a legnagyobb lengyelországi francia kolóniák egyike: több mint félezer francia állampolgár él itt, a 2010-es években további 200 Erasmus-ösztöndíjas egyetemi hallgató volt a városban. A közeli auschwitzi koncentrációs tábor emlékhely pedig rendszeresen helyszíne politikusok megemlékezéseinek.

## A konzulátus története
A francia konzulátust a második világháborút követően hozták létre, az első konzul 1946-ban Alphonse Droz volt. Ugyanebben az évben létesítették a krakkói Francia Intézet kulturális központot is (Lengyelországban két Francia Intézet működik: Varsóban és Krakkóban). 1949-ben a kulturális intézet munkatársait elüldözte a kommunista állam, de a konzulátus megmaradt, sőt, 1965-ben főkonzulátusi rangra emelték, majd a következő évben újranyitott a krakkói Francia Intézet könyvtára "francia olvasóterem" néven. 1979-ben visszakapta régi nevét a kulturális intézmény, azóta ismét Francia Intézet (lengyelül Instytut Francuski) néven működik. 2000 óta a mindenkori francia főkonzul a krakkói Francia Intézet igazgatója is egyben, a két intézmény össze is költözött az ul. Stolarska 15. szám alá. 2005 óta a főkonzulátus úgynevezett "egyszerűsített" ügyintézést folytat, számos ügyet a varsói nagykövetség konzuli osztályán lehet csak intézni.

## Hatásköre
A főkonzulátushoz tartozik az Alsó-sziléziai, Opolei, Sziléziai, Kis-lengyelországi, Szentkereszt és a Kárpátaljai vajdaság teljes területe. 
Franciaországban az anyaországon kívül letelepedett franciáknak is van választott szenátoruk, aki a felsőházban képviseli az érdekeiket. A szenátort nem közvetlenül választják, hanem egy ún. Konzuli Tanács (Conseil consulaire) választja a tagjai közül. A konzuli tanács tagjait választják a külföldön letelepedett francia állampolgárok, illetve ennek a tanácsnak tagjai lehetnek vezető diplomaták is. A választások lebonyolítása érdekében választókörzeteket alakítottak ki Franciaországon kívül is. Lengyelország a közép- és kelet-európai választókörzethez tartozik (egyébként a körzet központjának is Varsó van kijelölve), és nyolc további blokkra van felosztva, melyek közül az egyik krakkói központú (Wałbrzych után ezen a környéken él a legtöbb francia). A főkonzulátus is ennek a választókörzetnek az egyik intézménye.